# Los Tiempos (Bolivia)
Los Tiempos es un periódico boliviano fundado el 16 de septiembre de 1943 con sede en la ciudad de Cochabamba. Es uno de los principales diarios a nivel nacional. Hacia 2013 su tiraje alcanzaba los 45 000 ejemplares.

## Historia
Fue fundado el 16 de septiembre de 1943 por Demetrio Canelas, quien ya había fundado en 1919 el periódico La Patria en Oruro. Fue asaltado y prácticamente destruido por una turba de militantes del Movimiento Nacionalista Revolucionario el 9 de noviembre de 1953, reanudando sus publicaciones el 19 de julio de 1967 con el estreno de una rotativa ófset.
El 17 de septiembre de 1989 inauguró su moderno edificio ubicado en la Plazuela Quintanilla (zona La Recoleta), siendo este el más alto de la ciudad de Cochabamba, y el 4 de septiembre de 1996 estrenó su sitio en Internet. El 11 de octubre de 2017 pasó del formato estándar al berlinés.
El 28 de noviembre de 2023, la editorial anunció la venta del 100% de sus acciones de parte del Grupo Empresarial Valdivia. En el periodo de transición, Luz Marina Canelas Arze que es la directora del periódico seguiria en sus obligaciones a la cabeza del matutino. Se prometieron a cumplir las obligaciones con los trabajadores. Asimismo, garantizan que no existirá variaciones en el trabajo periodístico del matutino.